# Economía de escala

A medida que la cantidad de producción aumenta desde Q hasta Q2, el costo medio de cada unidad decrece desde C hasta C1.

En microeconomía, se entiende por economía de escala la capacidad que posee una empresa en producir mayor cantidad de productos a un menor coste de producción, debido a que a medida que la producción en una empresa crece, sus costos se reducen.  
Existen factores que hacen que el costo medio de un producto por unidad descienda a medida que la escala de la producción aumenta. El concepto de "economías de escala" sirve para el largo plazo, y hace referencia a las reducciones en el costo unitario a medida que aumentan el tamaño de una instalación y los niveles de utilización de inputs. Frente al concepto anterior, las deseconomías de escala son lo contrario. 
Las fuentes habituales de reducción de costos para economías de escala son el inventario (comprar a gran escala los materiales a través de contratos a largo plazo), la gestión (aumentar la especialización de los gestores), el financiamiento (obtener costes de interés menores en la financiación de los bancos), la mercadotecnia y la tecnología (beneficiarse de los rendimientos de escala en la función de producción). Cada uno de estos factores reduce el costo medio a largo plazo de la producción al desplazar la curva de costo medio a corto plazo hacia abajo y hacia la derecha. Las economías de escala también se derivan, parcialmente, del proceso de learning by doing. 
El concepto de economías de escala es útil a la hora de explicar fenómenos del mundo real como los patrones de comercio internacional o el número de empresas en un mercado. Las economías de escala también juegan un importante rol en el "monopolio natural".

## Tipos de economías de escala
Las economías de escala se pueden clasificar en dos tipos:
- Interna: Surgen dentro de la propia compañía.
- Externa: Nacen de factores externos, como el tamaño de la industria.

## Ejemplo
Se da sobre todo en situaciones en las que la empresa compra más instalaciones. Si compramos una maquinaria, la forma de sacarle partido es producir más ya que es la forma de que consigamos un beneficio mayor: al aprovechar la misma maquinaria para producir más productos, el coste unitario de cada producto es menor. Y sacaremos más beneficio cuanto más produzcamos. Este beneficio va a ser mayor ya que no vamos a tener que incrementar los costes de fabricación dado que ya hemos tenido el incremento anteriormente.
En el momento en el que hayamos cubierto el gasto que nos supuso comprar la maquinaria, podremos producir a coste cero. Esto es porque estaremos en una situación en la que habremos conseguido ganar lo que gastamos en su día. A partir de entonces, nuestro beneficio será mayor porque a lo que ganemos de producir no tendremos que descontarle lo que nos ha costado fabricarlo.

## Monopolio natural
Monopolio natural se define como una empresa que disfruta de economías de escala para todos los tamaños razonables de la empresa. Porque siempre es más eficiente para una sola empresa expandirse que para otras entrar en este mercado, el monopolio natural no tiene competencia. Al no tener competencia, es posible que el monopolio tenga un poder de mercado significativo. De ahí que las industrias que han sido calificadas como de monopolio natural hayan sido reguladas o mantenidas en propiedad pública en el caso de España por ejemplo, no así en países como Chile.